# Људи и папагаји
„Људи и папагаји” је југословенска телевизијска серија снимљена 1966. године у продукцији Телевизије Београд.

## Епизоде
| Сезона | Епизода | Назив                 | Датум             |
| ------ | ------- | --------------------- | ----------------- |
| 1      | 1       | Човек у блату до гуше | 3.децембра 1966.  |
| 1      | 2       | Суд добрих људи       | 10.децембра 1966. |
| 1      | 3       | Папагај као човек     | 17.децембра 1966. |
| 1      | 4       | Деда—Мразова стрина   | 24.децембра 1966. |
| 1      | 5       | Просечан догађај      | 31.децембра 1966. |

## Улоге
| Глумац                    | Улога                              |
| ------------------------- | ---------------------------------- |
| Миодраг Петровић Чкаља    | Тоза сто посто (5 еп. 1966)        |
| Драгутин Добричанин       | Гиле (5 еп. 1966)                  |
| Олга Ивановић             | Тозина жена Сојка (5 еп. 1966)     |
| Бранка Веселиновић        | Гилетова жена Јаворка (5 еп. 1966) |
| Бранка Зорић              | Тозина кћи Дуда (5 еп. 1966)       |
| Петар Банићевић           | Гилетов син Пале (5 еп. 1966)      |
| Љуба Тадић                | Приповедач (5 еп. 1966)            |
| Ђокица Милаковић          | Паја „Голотрбан” (5 еп. 1966)      |
| Жарко Митровић            | (5 еп. 1966)                       |
| Михајло Викторовић        | Филип (5 еп. 1966)                 |
| Живојин Жика Миленковић   | Симце (5 еп. 1966)                 |
| Павле Минчић              | Пајин син Аца (5 еп. 1966)         |
| Даница Аћимац             | Лула (5 еп. 1966)                  |
| Љубиша Бачић              | Манека (5 еп. 1966)                |
| Бранко Ђорђевић           | Дедица (5 еп. 1966)                |
| Михајло Бата Паскаљевић   | (4 еп. 1966)                       |
| Миодраг Поповић Деба      | Милиционер Миле (4 еп. 1966)       |
| Богић Бошковић            | Салко (4 еп. 1966)                 |
| Вера Ђукић                | (3 еп. 1966)                       |
| Милан Панић               | (2 еп. 1966)                       |
| Миливоје Мића Томић       | Рус (2 еп. 1966)                   |
| Тома Курузовић            | Новинар листа сумрак (1 еп. 1966)  |
| Мирослав Дуда Радивојевић | Поштар (1 еп. 1966)                |

Комплетна ТВ екипа ▼
| Редитељ              | Радивоје Лола Ђукић | (5 еп. 1966)                                |
| Сценариста           | Радивоје Лола Ђукић | (5 еп. 1966)                                |
| Сценариста           | Новак Новак         | (5 еп. 1966)                                |
| Композитор           | Елипсе              | (непознат број епизода)                     |
| Композитор           | Илди Ивањи          | (непознат број епизода)                     |
| Директор фотографије | Војислав Лукић      | (непознат број епизода)                     |
| Сценограф            | Драгољуб Лазаревић  | (5 еп. 1966)                                |
| Костимограф          | Владанка Ђорђевић   | (5 еп. 1966)                                |
| Помоћник режије      | Дејан Ћорковић      | 1 помоћник редитеља (5 еп. 1966)            |
| Помоћник режије      | Милица Јоцић        | 2 помоћник редитеља (непознат број епизода) |